# Notomantis chlorophana
Notomantis chlorophana es una especie de mantis de la familia Mantidae.

## Distribución geográfica
Se encuentra en Australia.